# Головкінський Микола Олексійович
Микола Олексійович Головкінський (17 (29) листопада 1834 - 9 (21) червня 1897) — геолог і гідрогеолог; приват-доцент Казанського університету (1864-1865), ректор Новоросійського університету (сьогодні — Одеський національний університет імені І. І. Мечникова) (1877-1881); доктор геології та мінералогії (1868), професор (1868). 

## Біографія
Народився 17 (29) листопада 1834 року в м. Ядрінську Казанської губернії. Виходець з родини судового чиновника-слідчого, який отримав дворянство. 26 квітня 1854 р. вступив до військової служби, взяв участь у Кримській війні. 1857 р. вийшов у відставку в чині поручика. 
За старанність у службі батько Миколи був нагороджений орденом Святої Анни 3-го ступеня і посвячений у дворянство, що дало право його дітям право навчатися в університеті. Вищу освіту здобув у Казанському університеті, який закінчив у 1861 році, отримавши ступінь кандидата. Був залишений в університеті для подальшої наукової роботи, обіймав посаду «зберігача музею при мінералогічному кабінеті». У 1862–1864 рр. знаходився за кордоном з метою удосконалення знань з геології і мінералогії.
Микола Олексійович у 1861 році закінчує Казанський університет, природниче відділення фізико-математичного факультету. Після одержання вищої освіти був залишений на посаді зберігача музею при мінералогічному кабінеті. У 1862 році його відрядили на стажування до Німеччини, звідки потім він поїхав до столиці Франції — Парижу.
У 1864 р. захистив дисертацію pro venia legendi (на право читання) і отримав посаду приват-доцента з геології. У 1864-1865 навчальному році М. Головкінський стає приват-доцентом Казанського університету, з якого він поїхав за кордон і в який повернувся через два роки. За цей час молодий вчений твердо вирішив займатися саме геологією, а не хімією, до чого його схиляв академік А. М. Бутлеров, що став ректором в Казані. Свою магістерську дисертацію М. Головкінський захистив у травні 1865 року. Отримав ступінь магістра у 1866 р. і був обраний доцентом. Влітку того ж року за запрошенням Санкт-Петербурзького мінералогічного товариства брав участь в геологічних дослідженнях територій Казанської і Вятської губерній.
Через два роки вчений стає дійсним членом Петербурзького мінералогічного товариства, в 1869 році публікує свою відому працю «Про пермську формацію в центральній частині Камсько-Волзького басейну». Вона стала принципово новим словом в геологічній науці, так як вперше вказувала на роль коливальних рухів при накопиченні геологічних осадів. За рік до цієї публікації Микола Олексійович був обраний професором, захистивши по Камсько-Волзьким відкладам докторську дисертацію. В 1869 році його обрано першим президентом тільки-но заснованого Товариства дослідників природи при Казанському університеті.
У листопаді 1871 року вчений переходить на роботу в Новоросійський (нині Одеський) університет.
У 1872 р. і до березня 1873 р. перебував у науковому відряджені. Безпосередньо викладацьку роботу почав наприкінці 1873 р., коли розробив власний курс динамічної геології. 
З 1875 р. — декан фізико-математичного факультету Новоросійського університету (сьогодні – Одеський національний університет імені І. І. Мечникова).
12 квітня 1877 р. Рада університету одноголосно обирає професора Головкінського ректором Новоросійського університету. Він став першим обраним, а не призначеним, ректором за історію університету.
Після звільнення з посади ректора (1881) М. О. Головкінський ще п’ять років працював в університеті на посаді професора кафедри мінералогії. 
У 1886 році, після 25 років педагогічної роботи, Микола Олексійович йде у відставку і остаточно перебирається з Одеси до Криму, де у нього вже був особняк під Алуштою, цілком придатний для постійного проживання. Це місце біля підніжжя гори Кастель називалося спочатку «Кастель-Приморський». Після того, як поряд з будинком М.О Головкінського почали будувати свої дачі вчені, місцевість отримала назву «Професорський куточок». Нині тут, у селищі Лазурному, будинок Миколи Олексійовича — один з небагатьох, що збереглися з тих пір. 
У Криму обіймав посаду головного гідрогеолога Таврійської земської управи. Обстежив багато кримських річок для складання карти природного водопостачання Криму. Чимало уваги вчений приділив також пошукам артезіанських, глибинних запасів води. Він запропонував створити першу в країні артезіанську станцію, яку і заснували в Саках. М.О. Головкинський першим прийшов до висновку про те, що гребінь Головної гряди Кримських гір у геологічному минулому був кораловим рифом стародавнього океану, який існував на місці півострова Крим. 
Помер М.О Головкинський 9 (21) червня 1897 в Професорському Куточку. Його ім'ям названо водоспад, відкритий вченим на схилах Бабуган-яйли, на річці Узень-Баш, в його честь поблизу гори Кастель споруджений пам'ятник. Ім'я вченого носить також природна гранувальня каменю (берегові валуни оригінально оброблені морським прибоєм) в районі селища Лазурне під Алуштою та бази відпочинку «Кастель».

## Наукова діяльність
У 1861  М. О. Головкінський написав роботу «О кремнистых соединениях», в якій проаналізував стан мінералогії з позицій загальних принципів сучасної (на той час) хімії. Ця робота була дуже високо оцінена О. М. Бутлеровим. 
У 1867  М. О. Головкінський представив докторську дисертацію «О пермской формации в центральной части Камско-Волжского бассейна». 
У 1868 отримав ступінь доктора геології і мінералогії. Наприкінці 1868 р. був обраний екстраординарним, а через рік ординарним професором по кафедрі геології і палеонтології.
М. О. Головкінський першим ввів у науку поняття про геологічні горизонти, розширив поняття про фації, заклав основу для рішення питань стратиграфії, паралелізації і геологічної синхронізації, відзначив, що тільки в фаціях осадових порід і їх накопиченні фіксуються коливальні рухи давніх періодів.
На VII з’їзді російських дослідників природи в 1883 р. М. О. Головкінський зробив доповідь «Об изопериферических расколах горных пород и о непригодности съемок, производимых с помощью горного компаса». 
З початку 80-х років вивчав геологію Криму. В нотатках Новоросійського товариства дослідників природи в 1883 р. з’явилась його робота «К геологии Крыма», де М. О. Головкінський описав юрську формацію Криму, в тому числі фліш Таврійської серії. 
М. О. Головкінський першим прийшов до висновку про те, що гребінь Головної гряди Кримських гір у геологічному минулому був кораловим рифом стародавнього океану, який існував на місці півострова Крим. Брав активну участь у створенні енциклопедичного словника Брокгауза і Єфрона.
Останньою працею М. О. Головкінського було складення геологічного путівника для екскурсії учасників VII Міжнародного геологічного конгресу.

## Наукові праці
- Геологические наблюдения в полосе каменноугольной формации на западном склоне Уральских гор, СПб, 1870.
- Две вступительные лекции, читанные в Новороссийском университете 7 и 9 марта . / Н. А. Головкинский // Зап. имп. Новорос. ун-та. –1872. – Т. 8. – С. 114-118.
- Мысли о прошедшем и будущем нашей планеты : публ. лекция, прочит. 6 дек. . / Н. А. Головкинский // Зап. имп. Новорос. ун-та. – 1876. – Т. 18, ч. Ученая. – С. 105-148.
- Результаты геологических изысканий и разведок на ископаемый уголь в окрестностях Балаклавы / Н. А. Головкинский // Зап. Новорос. о-ва естествоиспытателей. – 1883. – Т. 8, вып. 2. – С. 1-41.
- Гидрогеологические исследования в Таврической губернии / Н. А. Головкинский // Новорос. календарь на 1891 г. – Одесса, 1890.
- Краткий гидрогеологический очерк Днепровского уезда / Н. А. Головкинский. – Симферополь, 1892. – 23 с.